# Astrud Gilberto
Pour les articles homonymes, voir Gilberto.
Astrud Gilberto, née Astrud  Evangelina Weinert le 29 mars 1940 à Salvador et décédée le 5 juin 2023 à Philadelphie (Pennsylvanie), est une chanteuse brésilienne de bossa nova. 

## Biographie
Astrud Weinert est née à Salvador dans l'État de Bahia le 30 mars 1940 (on mentionne aussi le 29 mars), d'une mère brésilienne et d'un père allemand. Elle a grandi à Rio de Janeiro.
En 1959, secrétaire au ministère de l'agriculture, elle épouse à dix-neuf ans le chanteur et guitariste brésilien João Gilberto, un des initiateurs de la bossa nova, avec qui elle part aux États-Unis en 1963.
Elle y rencontre Stan Getz, avec lequel elle enregistre en 1963, The Girl from Ipanema, composition de Tom Jobim, devenu un standard. João Gilberto chante en portugais le texte de Vinícius de Moraes (Garota de Ipanema) puis  Astrud Gilberto chante en anglais des paroles de Norman Gimbel.
Puis Astrud Gilberto a une liaison avec Stan Getz et divorce de João Gilberto.
Dans d'autres morceaux, comme Corcovado ou One Note Samba  (enregistré au « Cafe au Go Go », Greenwich Village à New York le 22 mai 1964,  avec Stan Getz), Astrud Gilberto alterne textes en portugais et textes en anglais.

Astrud Gilberto en 1970.

Après s'être faite discrète, elle crée la maison de production Gregmar et participe à l'album de compilation Red Hot + Rio pour la Red Hot Organization, puis revient sur la scène en 1996 et chante avec George Michael ainsi qu'avec Étienne Daho (Les bords de Seine).
Les dernières années de sa vie, Astrud Gilberto se consacre à la lutte pour la défense des droits des animaux ; elle est l'auteur de l'essai Animals, They Need Our Help!!! (Les animaux ont besoin de notre aide!!!).
Astrud Gilberto décède le 5 juin 2023 à 83 ans,,.

## Discographie
- Stan Getz et João Gilberto - Getz/Gilberto (Verve, 1963)*
*Cet album ne fait pas, à proprement parler, partie de la discographie d'Astrud Gilberto, mais c'est celui qui contient The Girl from Ipanema dans sa version la plus connue, interprétée par Astrud et João.
- Stan Getz/Astrud Gilberto - Getz au Go Go (Verve, 1964)
- The Astrud Gilberto Album (Verve, 1965)
- The Shadow Of Your Smile (Verve, 1965)
- Look To The Rainbow (Verve, 1965)
- Beach Samba (Verve, 1966)
- Misty Rosoes (Vivre seul) / The Shadow of Your Smile (Le sourire de mon amour) (Verse, 1967)
- A Certain Smile, A Certain Sadness, avec Walter Wanderley (Verve, 1967)
- Windy (Verve, 1968)
- September 17, 1969 (Verve, 1969)
- Gilberto Golden Japanese Album (Verve, 1969)
- I Haven't Got Anything Better To Do (Verve, 1970)
- Astrud Gilberto With Stanley Turrentine (CTI, 1971)
- Astrud Gilberto Now (Perception, 1972)
- That Girl From Ipanema (Audio Fidelity, 1977) avec la participation du trompettiste Chet Baker.
- Astrud Gilberto Plus James Last Orchestra (Polygram, 1987)
- Compact Jazz - Astrud Gilberto Compilation (Verve, 1987) Feat. Stan Getz, Antonio Carlos Jobim, Joao Gilberto, Gil Evans, W.Wanderley
- Live In New York (Pony Canyon, 1996)
- Temperance (Pony Canyon, 1997)
- Jungle (Magya, 2002)